# Adesmia inflexa
Adesmia inflexa es una especie de planta floral del género Adesmia, tribu Dalbergieae, subfamilia, Faboideae.

## Distribución
Especie nativa de Argentina y Bolivia. Crece en el bosque subtropical.

## Taxonomía
Fue descrita por Griseb. y publicada en Abh. Königl. Ges. Wiss. Göttingen 19: 121 (1874).
Etimología
Adesmia: del griego a- (sin) y desme (envoltorio), en referencia a los estambres libres.
inflexa: epíteto que significa doblado (a).
Sinónimos heterotípicos
- Adesmia tucumanensis Burkart in Bol. Soc. Argent. Bot. 6: 230 (1957).[1]